# Segunda Nacional 2023
La Segunda Nacional de 2023 fue la quinta edición del torneo de rugby de segunda división de Chile.
Fue la primera edición del torneo con la nueva denominación Segunda Nacional.

## Sistema de disputa
Cada equipo disputó sus encuentros frente a cada uno de los rivales en condición de local y de visitante, totalizando 14 partidos cada uno.
Puntuación
Para ordenar a los equipos en la tabla de posiciones se los puntuará según los resultados obtenidos.
- 4 puntos por victoria.
- 2 puntos por empate.
- 0 puntos por derrota.
- 1 punto bonus por ganar haciendo 3 o más tries que el rival.
- 1 punto bonus por perder por siete o menos puntos de diferencia.

## Repechaje
| Pos. | Equipo               | Encuentros | Encuentros | Encuentros | Encuentros | Tantos | Tantos | Tantos | PB | PB | Puntos |
| Pos. | Equipo               | PJ         | PG         | PE         | PP         | F      | C      | Dif    | BO | BD | Puntos |
| ---- | -------------------- | ---------- | ---------- | ---------- | ---------- | ------ | ------ | ------ | -- | -- | ------ |
| 1.º  | Los Lobos Rugby Club | 2          | 2          | 0          | 0          | 64     | 32     | +32    | 1  | 0  | 9      |
| 2.º  | Old Gergel           | 2          | 1          | 0          | 1          | 41     | 21     | +20    | 1  | 0  | 5      |
| 3.º  | Old Newlanders       | 2          | 0          | 0          | 2          | 26     | 78     | -52    | 0  | 0  | 0      |

|  | Clasificados a la Segunda Nacional 2023. |

## Clasificación
|  | Clasificados a semifinales. |

| Pos. | Equipo                | Encuentros | Encuentros | Encuentros | Encuentros | Tantos | Tantos | Tantos | Puntos Bonus | Puntos |
| Pos. | Equipo                | PJ         | PG         | PE         | PP         | F      | C      | Dif    | Puntos Bonus | Puntos |
| ---- | --------------------- | ---------- | ---------- | ---------- | ---------- | ------ | ------ | ------ | ------------ | ------ |
| 1.º  | DOBS                  | 14         | 12         | 1          | 1          | 532    | 295    | +27    | 12           | 62     |
| 2.º  | Rucamanque Rugby Club | 14         | 11         | 0          | 3          | 388    | 255    | +133   | 12           | 56     |
| 3.º  | Los Troncos           | 14         | 9          | 1          | 4          | 458    | 331    | +127   | 12           | 50     |
| 4.º  | Old Georgians         | 14         | 9          | 0          | 5          | 562    | 340    | +222   | 13           | 49     |
| 5.º  | Los Lobos Rugby Club  | 14         | 4          | 1          | 9          | 394    | 337    | +57    | 15           | 33     |
| 6.º  | Old Gergel            | 14         | 5          | 0          | 9          | 300    | 517    | -217   | 3            | 23     |
| 7.º  | Lagartos RC           | 14         | 2          | 0          | 12         | 317    | 438    | -121   | 11           | 19     |
| 8.º  | Old Gabs              | 14         | 2          | 1          | 11         | 188    | 626    | -438   | 0            | 10     |

## Semifinales
| 19 de agosto | DOBS | 15 - 29 | Old Georgians |  |  |

| 19 de agosto | Rucamanque Rugby Club | 10 - 11 | Los Troncos |  |  |

## Final
| 27 de agosto | Los Troncos | 24 - 58 | Old Georgians |  |  |

| Bandera de Chile      |
| Campeón Old Georgians |